# Dolegna del Collio
Dolegna del Collio (en friülà, Dolegne dal Cuei, en eslovè, Dolenje) és un municipi italià, dins de la província de Gorizia. L'any 2007 tenia 417 habitants. Limita amb els municipis de Brda (Eslovènia), Cormons, Corno di Rosazzo (UD) i Prepotto (UD)

## Administració
| Període | Identitat        | Partit   |
| ------- | ---------------- | -------- |
| 2004-   | Giovanni Crosato | Esquerra |